# Gallina vecchia
Gallina vecchia è una commedia in tre atti in vernacolo fiorentino di Augusto Novelli, rappresentata per la prima volta nel 1911. Banco di prova per grandi attrici del Novecento, è ancora oggi tra i testi più rappresentati in Italia.

## Trama
L'azione si svolge a Firenze, nel quartiere di San Lorenzo. Nunziata è una donna d'affari, una bottegaia scaltra ed estremamente autonoma per il proprio tempo, tanto da gestire non solo la propria impresa direttamente e con polso, ma anche una vita privata dove, accanto al marito infermo, coltiva l'amante, Bista, suo dipendente, proprio sotto gli occhi del coniuge. All'alzarsi del sipario la donna è da poco rimasta vedova e il fedele Bista, innamorato, spera ora di poter finalmente coronare il sogno di una vita comune alla luce del sole. D'altro avviso Nunziata, che, ritenendosi ancora piacente e soprattutto sicura delle proprie cospicue finanze, s'invaghisce del giovane fidanzato della sua affittuaria, Ugo, tanto da tentare di strapparlo alla ragazza e farselo amante, promettendogli uno stipendio certo e sventolandogli le sue ricchezze sotto il naso. L'ordito si scontra però inevitabilmente con i sentimenti di Bista e della Gina, che insieme riescono a capovolgere la situazione, gettando la donna nel ridicolo. Il finale, in apparenza lieto, rivela però tutta l'amarezza di un inevitabile compromesso. I due fidanzati si riuniranno, ma le battute della giovane promessa sposa lasciano intendere chiaramente che il bello e spregiudicato Ugo non solo non metterà la testa a posto, ma che il futuro che li attende sarà di tradimenti e di inevitabile rassegnazione per lei. Quanto a Nunziata e Bista, anche in questo caso la coppia torna a formarsi e anche qui è evidente il risvolto amaro. Ormai smascherata e messa alla berlina, la donna non ha altra alternativa che rivolgersi all'affezionato amante per non rimanere sola, ristabilendo così anche la perduta rispettabilità, mentre Bista, per troppo amore, accetta la situazione data.

## Poetica
Un intreccio estremamente contemporaneo, pur riportando la data 1911, dove i caratteri, la salvaguardia di certe apparenze, ma anche la cattiveria o l'amarezza dei personaggi, riportano a un vissuto che non ha veramente tempo e che è tanto più attuale oggi, rispetto all'epoca del debutto. Il personaggio di Nunziata soprattutto, che non intende rassegnarsi all'avanzare dell'età e cerca in tutti i modi di contrastare il tempo che passa, donna manager ante litteram.

## Rappresentazioni
La commedia esordì nel 1911 a Firenze presso il Teatro Alfieri. A portarla in scena la compagnia di Niccoli, con prima protagonista Garibalda Niccoli. Tra le interpreti storiche vanno ricordate Ave Ninchi e Dori Cei, nonché la grande Sarah Ferrati, che fu protagonista anche di una celeberrima versione per la televisione trasmessa dalla Rai nel 1968; accanto alla Ferrati un giovane e affascinante Renzo Montagnani, Franco Scandurra, Nora Ricci, Angela Cardile e Cesare Bettarini.
 
La commedia è stata ripresa dal regista Angelo Savelli (1997), per la Compagnia Pupi e Fresedde, che ha affidato il ruolo principale alla grande Marisa Fabbri, accanto alla quale, nel ruolo del primo attore, Bista, fu scelto Carlo Monni, e successivamente (2002) dalla Compagnia fiorentina Cenacolo dei Giovani, che affidò i ruoli principali a Mara Perini e Mario Martelli.
 
Più tardi, la versione del 2007 vedeva Marina Malfatti nel ruolo di Nunziata e la regia di Piero Maccarinelli. In tempi più recenti, in tournée nazionale, è l'allestimento firmato dal regista Paolo Biribò, assistito da Matteo Cichero, per Altrove Teatro, con Anna Montinari nel ruolo di Nunzia, Remo Masini in quello di Bista e Marco Predieri in quello di Ugo.
Nelle stagioni 2012/13, 2013/14, 2014/15,2017/2018 e 2020/2021 il capolavoro di Novelli viene riportato con successo sulle scene italiane dalla Compagnia Namasté Teatro di Firenze per la regia di Sandra Morgantini e vede come interpreti principali Rita Serafini, Michele Fabbri, Andrea Nardi e Barbara Danzè.